# Tripoplax allyni
Tripoplax allyni is een keverslakkensoort uit de familie van de Ischnochitonidae. De wetenschappelijke naam van de soort is voor het eerst geldig gepubliceerd in 1977 door Ferreira.